# Realizando Metas
Realizando Metas (RM) es un partido político de Panamá, reconocido oficialmente por el Tribunal Electoral de Panamá el 24 de marzo de 2021. El principal líder y presidente del partido es el político y expresidente Ricardo Martinelli. Es el segundo partido más grande del país, con 288.007 adherentes.

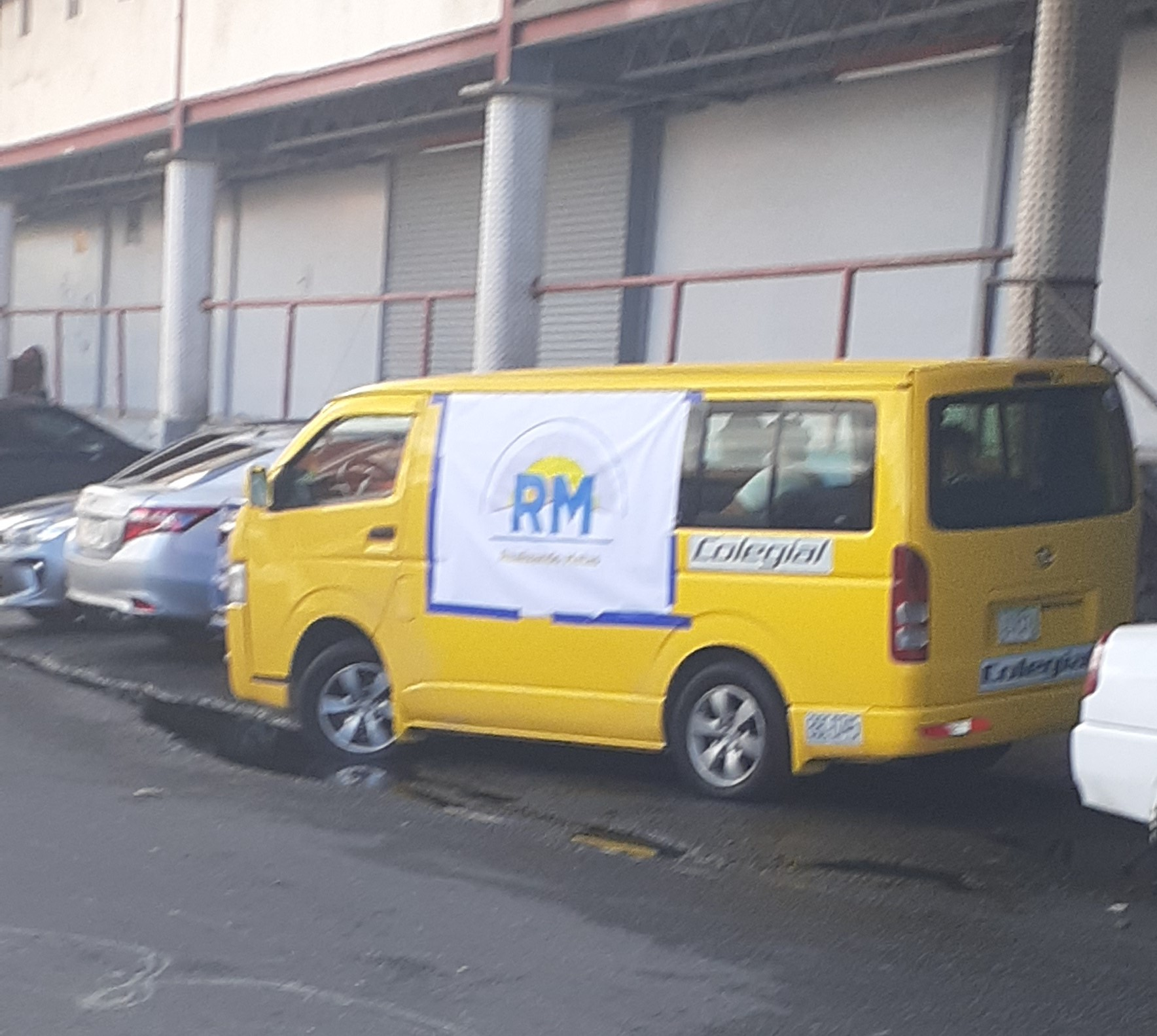
Minibus con bandera del Partido Realizando Metas.

## Historia
Nació a partir de una escisión del partido Cambio Democrático (CD), quien fue fundado y dirigido por Ricardo Martinelli desde 1998 hasta 2019, cuando Rómulo Roux asumió la dirección del partido luego de la detención de Martinelli por un caso de escuchas ilegales durante su gobierno. Tras la absolución de los cargos en agosto de 2019, Martinelli exigió la renovación de la junta directiva de CD pero le fue rechazado. Por ese motivo, en febrero de 2020 una facción liderada por Martinelli decidió renunciar a CD y crear su propio partido.
Inicialmente se propuso como "Partido Martinelista", pero fue rechazado por las normas electorales al estar prohibido nombrar un partido con el nombre de una persona viva. Se optaron varios nombres usando las iniciales del expresidente Martinelli (RM), siendo "Realizando Metas" la más aceptada. Luego de recolectar las firmas necesarias y realizar su convención constitutiva el partido fue reconocido oficialmente por las autoridades electorales en marzo de 2021.
Las primarias presidenciales para las elecciones generales de 2024 se realizaron el 4 de junio de 2023, siendo Martinelli el ganador sin mayor oposición. Posteriormente, el 2 de julio se realizaron las primarias para los otros cargos a elección. El 5 de septiembre del 2023 se oficializó una coalición electoral con el Partido Alianza, denominada "Alianza para Salvar a Panamá" y con Martinelli como candidato presidencial.